# Miss Universo 2001
Miss Universo 2001, la 50.ª edición del concurso Miss Universo, se llevó a cabo en el Coliseo Rubén Rodríguez en Bayamón (Puerto Rico) el 11 de mayo de 2001.
Representantes provenientes de setenta y siete países y territorios compitieron por el título en esta edición del concurso. Al final del evento, Miss Universo 2000, Lara Dutta de la India, coronó como su sucesora a Denise Quiñones de Puerto Rico. Es la cuarta victoria de Puerto Rico, después de las de 1970, 1985 y 1993.
El concurso fue presentado por las supermodelos Elle Macpherson y Naomi Campbell. Todd Newton actuó como corresponsal tras bambalinas, mientras que Brook Lee, Miss Universo 1997, brindó comentarios durante todo el evento. Ricky Martin y La Ley se encargaron del entretenimiento.

## Antecedentes

### Selección de candidatas

#### Reemplazos
La Miss España 2001, Lorena Van Heerde, no pudo competir porque era menor de edad (17 años en ese momento). Fue reemplazada por la primera finalista, Eva Sisó. Van Heerde estaba programada para competir en Miss Universo 2002, pero después de que su familia amenazó con demandar a la Organización Miss España por impago, cortó todos los lazos con la organización y perdió el derecho a representar a España en cualquier concurso de belleza internacional. Malgorzata Rozniecka, primera finalista de Miss Polonia 2000, debía representar a Polonia. Sin embargo, sus estudios le impidieron asistir, y la organización la reemplazó con la segunda finalista Monika Gruda. La Miss República Checa 2000, Michaela Salačová, iba a representar a la República Checa en el concurso, pero se retiró porque no podía posponer su graduación. En su lugar, se designó a Petra Kocarová, la tercera finalista de Miss República Checa 2000, para competir. La primera finalista, Kateřina Elgerová, no estaba disponible porque estaba trabajando en Perú, y la segunda finalista, Markéta Svobodná, no podía competir porque ya había participado en Miss Internacional 2000 y había terminado entre las 10 semifinalistas, lo que la hacía inelegible para competir.

#### Debuts, regresos y retiros
Esta edición marcó el debut de Eslovenia; y el regreso de Antigua y Barbuda, que compitió por última vez en 1979; y Curazao, las Islas Marianas del Norte, las Islas Vírgenes de los Estados Unidos, Nicaragua y Turquía que compitieron por última vez en 1999.
Australia, Belice, Dinamarca, Gran Bretaña, Guam, Hong Kong, Mauricio, Namibia y San Martín no participaron después de que sus respectivas organizaciones no lograron realizar un concurso nacional ni designar a una candidata. Miss Vietnam 2000 Phan Thu Ngân de Vietnam no participó porque decidió casarse.

### Controversias durante el concurso
Juliana Borges de Brasil admitió ante los medios que se había sometido a cirugía plástica diecinueve veces, declarando: «Es como estudiar para un examen de matemáticas y obtener buenas calificaciones... estudias y trabajas duro para tener el cuerpo perfecto». A pesar de la indignación pública, se le permitió competir.
Se confirmó mediante un examen médico que Élodie Gossuin de Francia era una mujer, después de que circularon rumores de que era transexual.

## Resultados

### Clasificación final
La ganadora, las cuatro finalistas y las semifinalistas fueron las siguientes candidatas:
| Posición           | Candidata |
| ------------------ | --- |
| Miss Universo 2001 | - Puerto Rico - Denise Quiñones                                                                                             |
| Primera finalista  | - Grecia - Evelina Papantoniou                                                                                              |
| Segunda finalista  | - Estados Unidos - Kandace Krueger                                                                                          |
| Tercera finalista  | - Venezuela - Eva Ekvall †                                                                                                  |
| Cuarta finalista   | - India - Celina Jaitley |
| Top 10             | - España - Eva Sisó - Nigeria - Agbani Darego - Israel - Ilanit Levy - Rusia - Oxana Kalandyrets - Francia - Élodie Gossuin |

### Premios especiales
Los premios especiales fueron otorgados a las siguientes candidatas:
| Premio                               | Candidata                       |
| ------------------------------------ | ------------------------------- |
| Mejor en traje de baño               | - Puerto Rico - Denise Quiñones |
| Miss Fotogénica                      | - Puerto Rico - Denise Quiñones |
| Premio Clairol Herbal Essences Style | - Puerto Rico - Denise Quiñones |
| Miss Simpatía                        | - Bahamas - Nakera Simms        |

#### Mejor traje nacional
La ganadora y finalista del premio al mejor traje nacional son las siguientes candidatas:
| Posición          | Candidata                        |
| ----------------- | -------------------------------- |
| Ganadora          | - Corea del Sur - Kim Sa-rang    |
| Primera finalista | - Filipinas - Zorayda Ruth Andam |

### Puntajes finales
| \| País \| Traje de Baño \| Traje de Noche \| Promedio \| \| -------------- \| ------------- \| -------------- \| ---------- \| \| Puerto Rico \| 9.61 (1) \| 9.74 (1) \| 9.675 (1) \| \| Grecia \| 9.45 (2) \| 9.66 (2) \| 9.555 (2) \| \| Estados Unidos \| 9.37 (3) \| 9.45 (4) \| 9.410 (3) \| \| Venezuela \| 9.23 (5) \| 9.52 (3) \| 9.375 (4) \| \| India \| 9.28 (4) \| 9.35 (6) \| 9.320 (5) \| \| España \| 9.16 (6) \| 9.41 (5) \| 9.285 (6) \| \| Nigeria \| 9.10 (7)* \| 9.33 (7) \| 9.215 (7) \| \| Israel \| 9.03 (9) \| 9.26 (8) \| 9.145 (8) \| \| Rusia \| 9.00 (10) \| 9.14 (9) \| 9.070 (9) \| \| Francia \| 9.10 (7)* \| 8.99 (10) \| 9.045 (10) \| *Empate en trajes de baño. | Ganadora Primera finalista Segunda finalista Tercera finalista Cuarta finalista |                |            |
| País | Traje de Baño                                                                   | Traje de Noche | Promedio   |
| Puerto Rico | 9.61 (1)                                                                        | 9.74 (1)       | 9.675 (1)  |
| Grecia | 9.45 (2)                                                                        | 9.66 (2)       | 9.555 (2)  |
| Estados Unidos | 9.37 (3)                                                                        | 9.45 (4)       | 9.410 (3)  |
| Venezuela | 9.23 (5)                                                                        | 9.52 (3)       | 9.375 (4)  |
| India | 9.28 (4)                                                                        | 9.35 (6)       | 9.320 (5)  |
| España | 9.16 (6)                                                                        | 9.41 (5)       | 9.285 (6)  |
| Nigeria | 9.10 (7)*                                                                       | 9.33 (7)       | 9.215 (7)  |
| Israel | 9.03 (9)                                                                        | 9.26 (8)       | 9.145 (8)  |
| Rusia | 9.00 (10)                                                                       | 9.14 (9)       | 9.070 (9)  |
| Francia | 9.10 (7)*                                                                       | 8.99 (10)      | 9.045 (10) |

## El concurso

### Formato
Diez semifinalistas fueron seleccionadas a través de la competencia preliminar, que incluyó las competencias de traje de baño y vestido de gala, así como entrevistas privadas. Las diez semifinalistas compitieron en vestido de gala y traje de baño, y luego se eligieron cinco finalistas. Las cinco finalistas respondieron a preguntas y una pregunta final, después de lo cual se anunció a la ganadora y a las finalistas.

### Jurado
El panel de jueces estuvo conformado por las siguientes ocho personas:
- Mini Andén, modelo y actriz sueca
- Marc Anthony, cantante estadounidense
- Tyson Beckford, modelo y actor jamaicano-estadounidense
- Marc Bouwer, diseñador de moda sudafricano
- Kel Gleason, un concursante de Survivor: The Australian Outback
- Richard Johnson, columnista estadounidense del New York Post
- Dayanara Torres, Miss Universo 1993 de Puerto Rico
- Veronica Webb, actriz y modelo estadounidense

## Candidatas

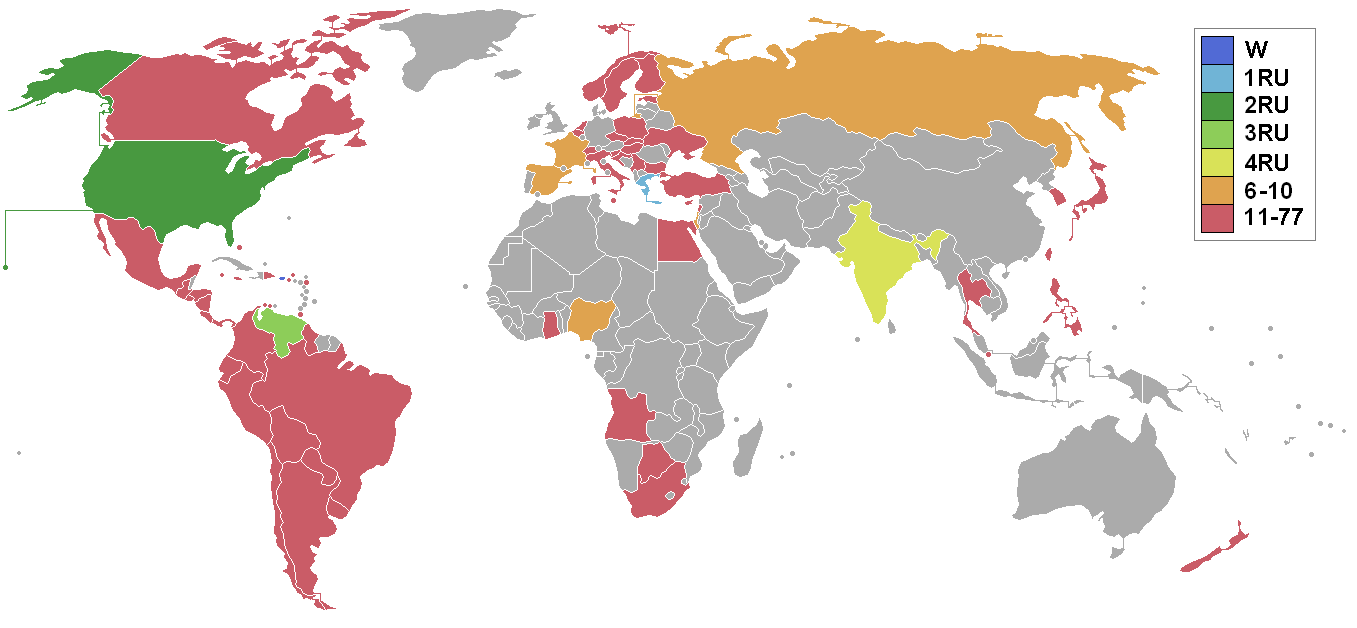
Países y territorios que enviaron candidatas y resultados para Miss Universo 2001

Setenta y siete candidatas compitieron por el título.
| País/Territorio                      | Candidata                  | Edad | Procedencia             |
| ------------------------------------ | -------------------------- | ---- | ----------------------- |
| Alemania                             | Claudia Bechstein          | 22   | Thuringia               |
| Angola                               | Hidianeth Cussema          | 19   | Cuíto                   |
| Antigua y Barbuda                    | Janil Bird                 | 22   | Saint John              |
| Argentina                            | Romina Incicco             | 18   | Buenos Aires            |
| Aruba                                | Denise Balinge             | 21   | –                       |
| Bahamas                              | Nakera Simms               | 22   | –                       |
| Bélgica                              | Dina Tersago               | 22   | Puurs                   |
| Bolivia                              | Claudia Arano              | 19   | Santa Cruz de la Sierra |
| Botsuana                             | Mataila Sikwane            | 23   | Gaborone                |
| Brasil                               | Juliana Borges             | 22   | Santa Maria             |
| Bulgaria                             | Ivaila Bakalova            | 19   | Varna                   |
| Canadá                               | Cristina Rémond            | 20   | Montreal                |
| Chile                                | Carolina Gámez             | 19   | Santiago                |
| Chipre                               | Stella Demetriou           | 21   | –                       |
| Colombia                             | Andrea Nocetti             | 23   | Cartagena               |
| Corea del Sur                        | Kim Sa-rang                | 23   | Seúl                    |
| Costa Rica                           | Paola Calderón             | 20   | Guanacaste              |
| Croacia                              | Maja Cecić-Vidoš           | 20   | Rijeka                  |
| Curazao                              | Fatima St. Jago            | 22   | Willemstad              |
| Ecuador                              | Jessica Bermúdez           | 23   | Guayaquil               |
| Egipto                               | Sarah Shaheen              | 19   | El Cairo                |
| El Salvador                          | Grace Marie Zabaneh        | 22   | –                       |
| Eslovaquia                           | Zuzana Baštúrová           | 19   | Revúca                  |
| Eslovenia                            | Minka Alagič               | 21   | Maribor                 |
| España                               | Eva Sisó                   | 21   | Soses                   |
| Estados Unidos                       | Kandace Krueger            | 24   | Austin                  |
| Estonia                              | Inna Roos                  | 19   | Tallin                  |
| Filipinas                            | Zorayda Ruth Andam         | 24   | Baguió                  |
| Finlandia                            | Heidi Willman              | 19   | Jyväskylä               |
| Francia                              | Élodie Gossuin             | 20   | Reims                   |
| Ghana                                | Precious Agyare            | 18   | Acra                    |
| Grecia                               | Evelina Papantoniou        | 22   | Atenas                  |
| Guatemala                            | Rosa María Castañeda       | 20   | Chiquimula              |
| Honduras                             | Olenka Fuschich            | 21   | Yoro                    |
| Hungría                              | Agnes Helbert              | 21   | –                       |
| India                                | Celina Jaitly              | 21   | Shimla                  |
| Irlanda                              | Lesley Turner              | 19   | Newport                 |
| Islas Caimán                         | Jacqueline Bush            | 25   | George Town             |
| Islas Marianas del Norte             | Janet King                 | 24   | Tinián                  |
| Islas Turcas y Caicos                | Shereen Novie Gardiner     | 19   | –                       |
| Islas Vírgenes Británicas            | Kacy Frett                 | 19   | –                       |
| Islas Vírgenes de los Estados Unidos | Lisa Hasseba Wynne         | 26   | –                       |
| Israel                               | Ilanit Levy                | 18   | Rehovot                 |
| Italia                               | Stefania Maria             | 20   | Ercolano                |
| Jamaica                              | Zahra Burton               | 21   | Kingston                |
| Japón                                | Misao Arauchi              | 19   | Aomori                  |
| Líbano                               | Sandra Rizk                | 19   | Distrito de Koura       |
| Malasia                              | Tung Mei Chin              | 20   | Kuantan                 |
| Malta                                | Rosalie Thewma             | 19   | Birżebbuġa              |
| México                               | Jacqueline Bracamontes     | 21   | Guadalajara             |
| Nueva Zelanda                        | Kateao Nehua               | 19   | Ngātiwai                |
| Nicaragua                            | Ligia Cristina Argüello    | 21   | Managua                 |
| Nigeria                              | Agbani Darego              | 18   | Lagos                   |
| Noruega                              | Linda Marshall             | 22   | Buskerud                |
| Países Bajos                         | Reshma Roopram             | 22   | Holanda Meridional      |
| Panamá                               | Ivette Cordovez            | 21   | Ciudad de Panamá        |
| Paraguay                             | Rosmary Brítez             | 21   | Caazapá                 |
| Perú                                 | Viviana Rivasplata         | 23   | Lambayeque              |
| Polonia                              | Monika Gruda               | 19   | Mazovia                 |
| Portugal                             | Telma Santos               | 19   | Lisboa                  |
| Puerto Rico                          | Denise Quiñones            | 20   | Ponce                   |
| República Checa                      | Petra Kocarova             | 22   | Moravia Meridional      |
| República Dominicana                 | Claudia Cruz de los Santos | 18   | San Juan                |
| Rusia                                | Oksana Kalandyrets         | 20   | Janti-Mansi             |
| Singapur                             | Jaime Teo                  | 24   | Singapur                |
| Sudáfrica                            | Jo-Ann Strauss             | 20   | Ciudad del Cabo         |
| Suecia                               | Malin Olsson               | 19   | Skattungbyn             |
| Suiza                                | Mahara McKay               | 19   | Zúrich                  |
| Tailandia                            | Varinthorn Phadoongvithee  | 24   | Nonthaburi              |
| Taiwán                               | Hsin Ting Chiang           | 21   | Taipéi                  |
| Trinidad y Tobago                    | Alexia Charlerie           | 24   | Tunapuna-Piarco         |
| Turquía                              | Sedef Avcı                 | 19   | Adana                   |
| Ucrania                              | Yuliya Linova              | 23   | Zaporizhzhia            |
| Uruguay                              | Carla Piaggio              | 25   | Montevideo              |
| Venezuela                            | Eva Ekvall                 | 18   | Caracas                 |
| Yugoslavia                           | Ana Janković               | 19   | –                       |
| Zimbabue                             | Tsungai Muswerakuenda      | 23   | Harare                  |